# 阿拉伯联邦
阿拉伯联邦，又称伊约联邦，是由伊拉克和约旦于1958年组成的一个短命的国家，尽管其名称所暗示的是联邦制，但它实际上是一个邦联。
联邦成立于1958年2月14日，当时的伊拉克国王费萨尔二世和他的堂弟，约旦国王侯赛因一世，试图统一他们的两个哈希姆王国，作为对阿拉伯联合共和国成立的回应。阿拉伯联邦只持续了六个月，在1958年8月2日正式解散，原因是伊拉克国王费萨尔在7月14日的一场军事政变被废黜。

## 伊拉克军事政变

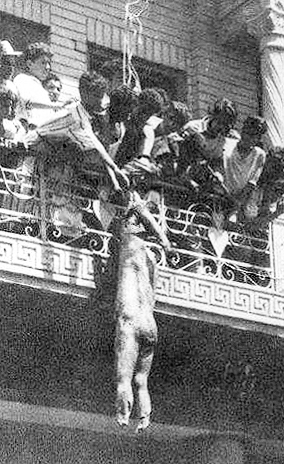
悬挂在阳台上的费萨尔国王的堂兄阿布杜勒·伊拉毁伤的尸体

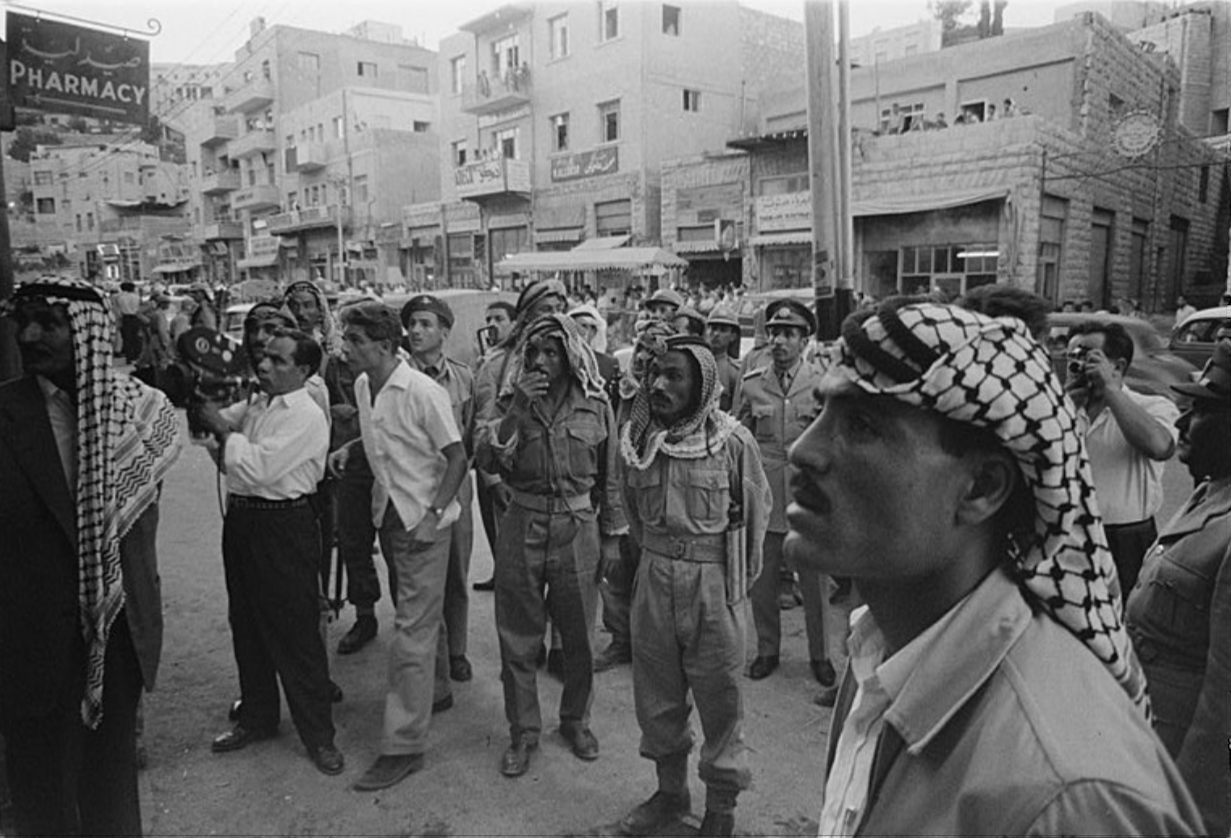
1958年7月14日，一群男人和士兵在约旦安曼安曼市中心观看关于哈希姆王朝在伊拉克被推翻的新闻报道，这标志着阿拉伯联邦的终结

阿拉伯联合共和国（UAR）和阿拉伯联盟（阿拉伯联邦）之间的紧张关系导致了如上所述的联盟和整个伊拉克哈希姆政权的垮台。1958年夏天，UAR部队向叙利亚边境移动，促使阿拉伯联盟动员部队反击这一行动。1958年7月，阿卜杜勒-卡里姆·卡塞姆率领的部队穿越伊拉克，乘机推翻了巴格达的国王及其政府。随着赛义德、费萨尔二世国王和其他伊拉克王室成员的倒台和死亡，哈希姆政权和短命的阿拉伯联盟都随之倒台。
哈希姆王朝在伊拉克的废黜对约旦的哈希姆王朝产生了直接影响。不仅侯赛因国王在伊拉克的执政堂兄因企图反抗而被处决，当时来访的约旦首相易卜拉欣·哈希姆也被处决。在伊拉克革命者宣布成立共和国后，约旦国王侯赛因要求“英国和美国立即帮助维护他的王位”。英国派遣4000名士兵入驻，而美国则驻扎在贝鲁特。英国军队一直驻扎到1958年11月2日，当时美国承诺“支持（约旦哈希姆王朝的）王位”，并“向该国提供4000万至5000万美元的年度补贴，以取代英国补贴”。
然而，伊拉克哈希姆王朝的革命和垮台并不是伊拉克和约旦关系的终结。1975年，约旦放弃了与叙利亚的经济关系，转而转向伊拉克。伊拉克为约旦提供了强大的经济、石油资金、广阔的市场和战略纵深。 在伊拉克的财政援助下，约旦取得了一些经济收益。 事实上，到1990年，伊拉克是“约旦最大的市场，它用石油偿还贸易信贷债务，并寄希望于在两伊战争后签订利润丰厚的重建合同”。